# Duomo di Bergamo
La cattedrale di Sant'Alessandro è il principale luogo di culto cattolico della città di Bergamo, chiesa madre dell'omonima diocesi.
È dedicata a sant'Alessandro, patrono di Bergamo, ed è situata nella città alta, in piazza del Duomo, di fianco al palazzo della Ragione e alla basilica di Santa Maria Maggiore.
La cattedrale, che nacque con la devozione a san Vincenzo, cambiò il suo titolo quando la chiesa di Sant'Alessandro, la prima dedicata al santo e luogo della sua sepoltura, fu demolita nel 1561 per volere dell'amministrazione veneziana per la costruzione delle nuove mura

## Storia

### La struttura paleocristiana
La storia della cattedrale è stata controversa e oggetto di numerose supposizioni negli ultimi secoli a causa della mancanza di reperti archeologici e fonti scritte antecedenti l'età medievale. Soltanto durante i lavori di restauro, iniziati nel corso dell'anno 2004, sono stati rinvenuti resti risalenti all'età romana, che hanno permesso di ricostruire con particolare precisione sia gli edifici che si sono susseguiti nell'area che l'impianto urbano della zona in cui si trova il duomo.
Sotto la pavimentazione difatti sono emersi differenti strati, ognuno dei quali corrispondente ad altrettante epoche.
Il più antico ha evidenziato la presenza di un primo luogo di culto paleocristiano, risalente al V secolo, del quale si era soltanto ipotizzata l'esistenza. 

### L'antica cattedrale di San Vincenzo

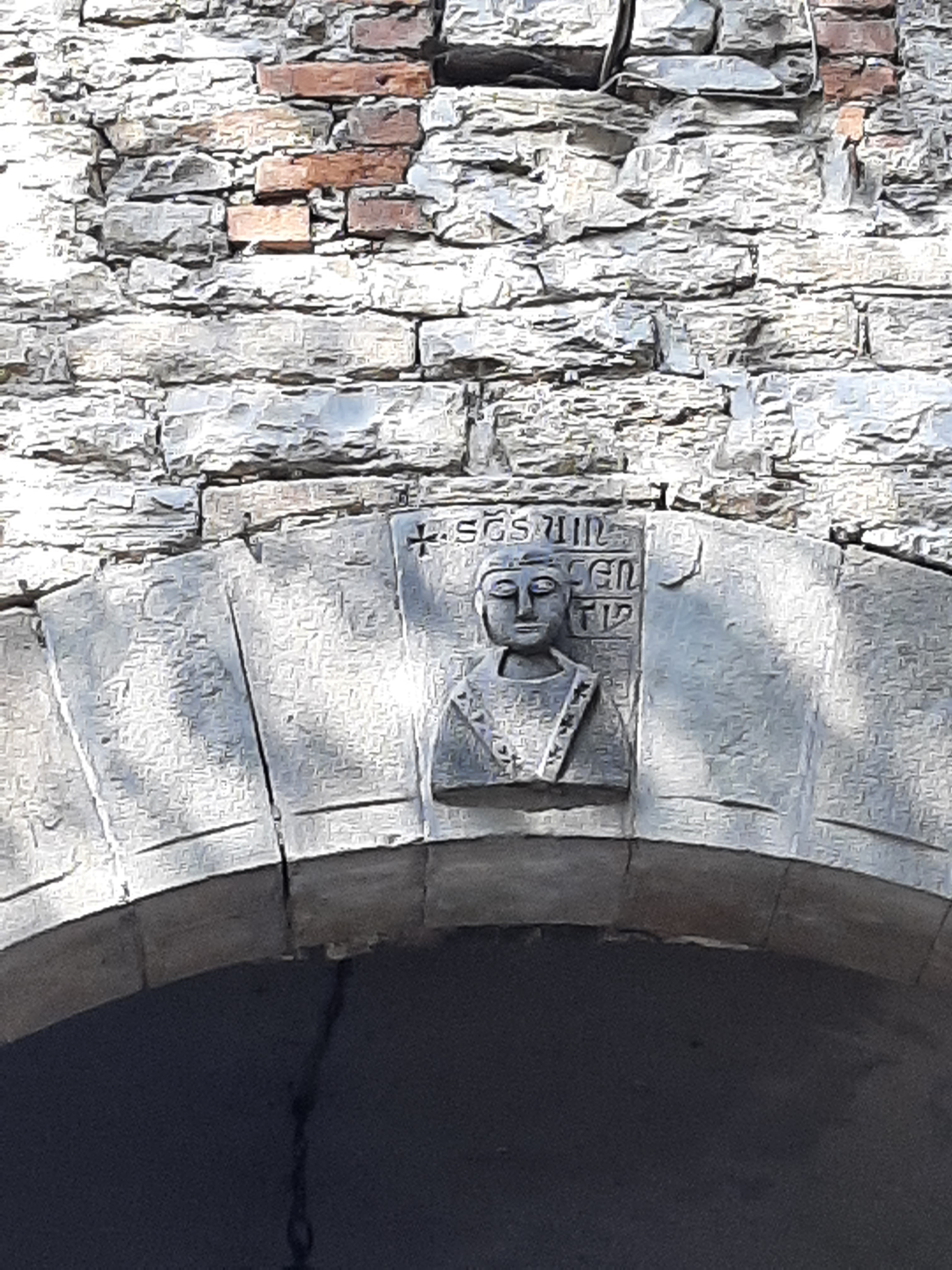
La più antica immagine di san Vincenzo presente in città alta sul portale della canonica che era denominata dei Cuochi, poi via Mario Lupo

Si ritiene che il cristianesimo nella bergamasca, venne portato dai prigionieri romani cristiani di origine orientale, i Damnati ad Metalla che erano condannati a lavorare nelle miniere di ferro e sassi in alta val Seriana. Diventando liberti si spostarono creando diverse comunità, anche in Bergamo. Erano comunità povere che trovarono in san Vincenzo di Saragozza martire, ma vittorioso in Cristo, il patrono per il proprio diaconato.
A questo santo venne dedicato il primo luogo di culto, in architettura romana, aveva dimensioni importanti, tanto che il perimetro dello stesso era pari a quello nuovo, e venne costruito al centro dell'assetto urbanistico del tempo, stravolgendone l'identità. Negli scavi compiuti sotto la cattedrale, è stato ritrovato in buono stato un tratto del cardo cittadino, muri appartenenti a ville patrizie e mosaici risalenti al I secolo. Questo sta a indicare la notevole importanza che la comunità cristiana ebbe da subito nella cittadina.
Inoltre sono affiorate tombe di età longobarda e affreschi attribuibili al Maestro della Rocca di Angera, autore anche di altre opere in chiese della città nella seconda metà del XIII secolo.
Il primo documento che testimonia l'esistenza della chiesa dedicata a san Vincenzo è del maggio 774, il testamento di Taido fu Teuderolfo con un lascito alla ecclesia Beatissime semper virginis et Dei genitrice Marie et Sancti Vincenti ecclesie Bergomensis conservato presso la biblioteca Angelo Mai, mentre dell'840 un Privilegio di Lotario I che concede al vescovo di Bergamo, Aganone, la facoltà di inquisire sui beni delle ecclesiae Alexandri scilicet et Vincentii beatissimorum martyrum per sanare le usurpazioni subite.
Le reliquie del santo non sono mai state presenti della basilica, un documento riporta che il vescovo Ambrogio I (971-973) si recò a Cortona a prenderne la reliquia, ma arrivò con pochi giorni di ritardo, era stato infatti preceduto dal vescovo di Metz, Deodato. Ancora non si conosce il luogo dove queste reliquie siano conservate, si ritiene presso la cattedrale di Lisbona. Lo spazio antistante la chiesa era chiamato Platea Sancti Vincentii.
Nel 1561, venne distrutta la chiesa di sant'Alessandro in Colonna per la costruzione delle mura veneziane. La salma di sant'Alessandro venne quindi traslata in san Vincenzo, facendo convivere le due devozioni, e i canonici dei due differenti capitoli.
Si deve al vescovo Daniele Giustiniani, che nel 1687 aveva convocato il sinodo nella chiesa ancora intitolata a san Vincenzo, ma ormai dal 1688 distrutta, e il 4 novembre 1689, l'atto di sciogliere per riunire in un unico Capitolo i canonici di San Vincenzo e di San Alessandro.
La basilica venne definitivamente dedicata a sant'Alessandro nel 1704, con la traslazione delle reliquie del patrono nella nuova urna d'argento posta sotto l'altare maggiore. Gli altri santi bergamaschi, tra san Narno di Bergamo e san Viatore di Bergamo, san Giovanni, Esteria, Proiettizio e Giacomo sono conservati in urne di legno nel reliquiario a due ante, esposto presso la cappella dedicata a papa Giovanni XXIII.
Di san Vincenzo, antico titolare della chiesa, non c'erano le reliquie, il vescovo Luigi Ruzzini, donò una cassa con il corpo di un martire delle catacombe di Roma di nome Vincenzo, ma questo, non poteva sopperire alla mancanza delle reliquie originali, non fu quindi mai dai cittadini considerato devozionale.
A san Vincenzo venne dedicata la cappella laterale del presbiterio, a opera di Bartolomeo Manni con la pala di Carlo Ceresa. Del primo patrono di Bergamo ne rimangono poche tracce. Il museo del duomo permette di visitare i resti della primitiva chiesa e della sua trasformazione.

### La nuova costruzione
A metà del Quattrocento il vescovo Giovanni Barozzi decise la costruzione di un nuovo edificio religioso di maggiori dimensioni in luogo del precedente, affidando il progetto all'architetto fiorentino Filarete, che stabilì per la nuova cattedrale, intitolata non solo a san Vincenzo ma anche a sant'Alessandro, una pianta a croce latina con un'unica navata con affiancate tre piccole cappelle semicircolari per parte e con una cupola a padiglione ottagonale, mentre la chiesa precedente era a tre navate. Non fu un lavoro facile e veloce, serviva acquisire parte delle proprietà cittadine, avendo possibilità di sviluppo solo su di un lato della piazza distruggendo l'antica scalinata che dava accesso da quella che era piazza nuova al Palazzo della Ragione.
Il 3 maggio 1459 venne posata la prima pietra. e già nel 1467 venne completata la prima cappella sul lato sinistro, dedicata a santa Caterina e san Girolamo.
Tuttavia dopo un paio di anni i lavori subirono una brusca interruzione a causa della morte del Filarete e alla contestuale elezione del vescovo Barozzi a patriarca di Venezia che portò al suo allontanamento. L'abbandono dei lavori, l'incendio nel 1513 dell'attiguo Palazzo della Ragione porterà il Marcantonio Michiel nel 1516 a scrivere: la celebre San Vincenzo a giacere incolta e deserta, non essendo compiuto il ristoramento delle sue rovine.
Per circa trent'anni i lavori rimasero fermi, dopodiché proseguirono a rilento: nel 1611 venne nominato a dirigere i lavori l'architetto Vincenzo Scamozzi. Il cantiere riprese vigore sul finire del secolo quando, nel 1689, l'edificio subì una ristrutturazione a opera di Carlo Fontana, il quale innalzò la cupola, allungò l'abside e terminò finalmente i lavori nel 1693.
Nel frattempo, all'inizio del XVII secolo il vescovo Giovanni Emo aveva riunito i canonici e il 18 agosto 1697, il vescovo san Gregorio Barbarigo ottenne da papa Innocenzo XI la bolla Exponi nobis che stabiliva un'unica cattedrale, dedicando a sant'Alessandro quella che era stata san Vincenzo, e un unico capitolo. A san Vincenzo rimase una cappella sulla destra e il transetto con una pala dipinta da Carlo Ceresa.
L'edificio subì altri rimaneggiamenti che interessarono sia il campanile, la cupola, la cappella del Crocifisso e l'interno nel corso del XIX secolo, epoca a cui risale anche la facciata, che venne inaugurata il 26 agosto 1889, giorno della festa di sant'Alessandro.
Il 26 agosto 2008 il vescovo Roberto Amadei ha inaugurato l'altare dopo le ristrutturazioni iniziate nel 2004 che hanno permesso il ritrovamento dei reperti precedentemente descritti. Dal 2012 sotto la cattedrale è aperto al pubblico il Museo della cattedrale che permette di visionare e comprendere l'evoluzione del duomo fin dalla sua primitiva formazione.

## Descrizione

### Esterno

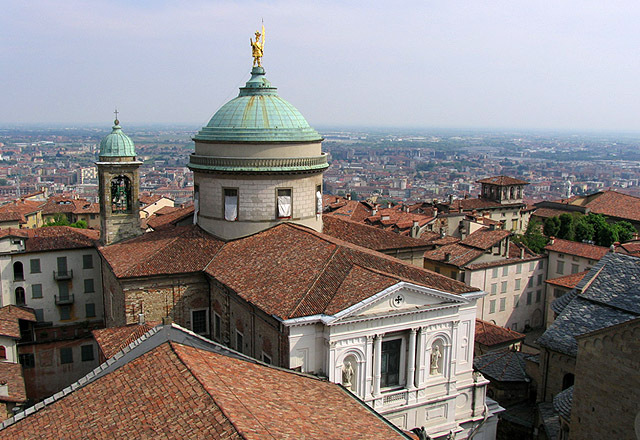
Veduta esterna dall'alto con la cupola e il campanile

L'esterno della cattedrale di Sant'Alessandro è caratterizzato dalla facciata ottocentesca in marmo bianco di Botticino. Questa dà su piazza del Duomo ed è posta perpendicolarmente rispetto a quella posteriore del palazzo della Ragione. La facciata del duomo venne iniziata nel 1866 e terminata soltanto nel 1889, seppur priva di alcuni elementi decorativi previsti dal progetto originario di completamento, realizzato tra il 1878 e il 1879 da Angelo Bonicelli.
Il prospetto è preceduto da una scalinata in granito rosa di Baveno, e presenta, nella parte inferiore, un portico a tre fornici, ciascuno dei quali è costituito da un arco a tutto sesto sorretto da pilastri. Ognuna delle due campate laterali del portico è decorata con una cupoletta internamente affrescata ed esternamente sormontata da una statua bronzea; nella fornice centrale vi sono due medaglioni raffiguranti i santi Pietro e Paolo opera di Luigi Pagani, e sopra vi è una statua più grande, raffigurante Sant'Alessandro opera di Paolo Sozzi, mentre le due statue poste sui due vani laterali raffiguranti le virtù teologali Fede e Speranza sono opera di Luigi Pagani. La parte superiore della facciata è a capanna, con una grande finestra rettangolare inquadrata fra due colonne corinzie; il coronamento è costituito da un timpano triangolare.
In corrispondenza della crociera, si eleva la cupola, terminata nel 1829 ma oggetto di un importante restauro strutturale già nel 1853. Questa presenta un alto tamburo con finestre quadrangolari e una copertura in rame sormontata da una statua di Carlo Broggi raffigurante Sant'Alessandro vessillifero (1851), opera dorata solo nel 1984.
Sul lato a sud-ovest, sono rimaste leggibili i diversi passaggi della costruzione della basilica, identificabili i blocchi di squadrati in arenaria. La parte superiore il muro lasciato a rustico del XVIII secolo. La parte invece sotto il porticato del Palazzo della Ragione dà accesso all'area archeologica che presenta le vari fasi della storia della basilica fin dal periodo paleocristiano. 
Alla sinistra dell'abside sorge la torre campanaria, costruita nel 1690 e sopraelevata nel 1850. La cella campanaria si apre su ciascuno dei quattro lati del campanile con un'ampia monofora a tutto sesto e ospita un concerto di sei campane in Mi♭ maggiore.

#### Area archeologica

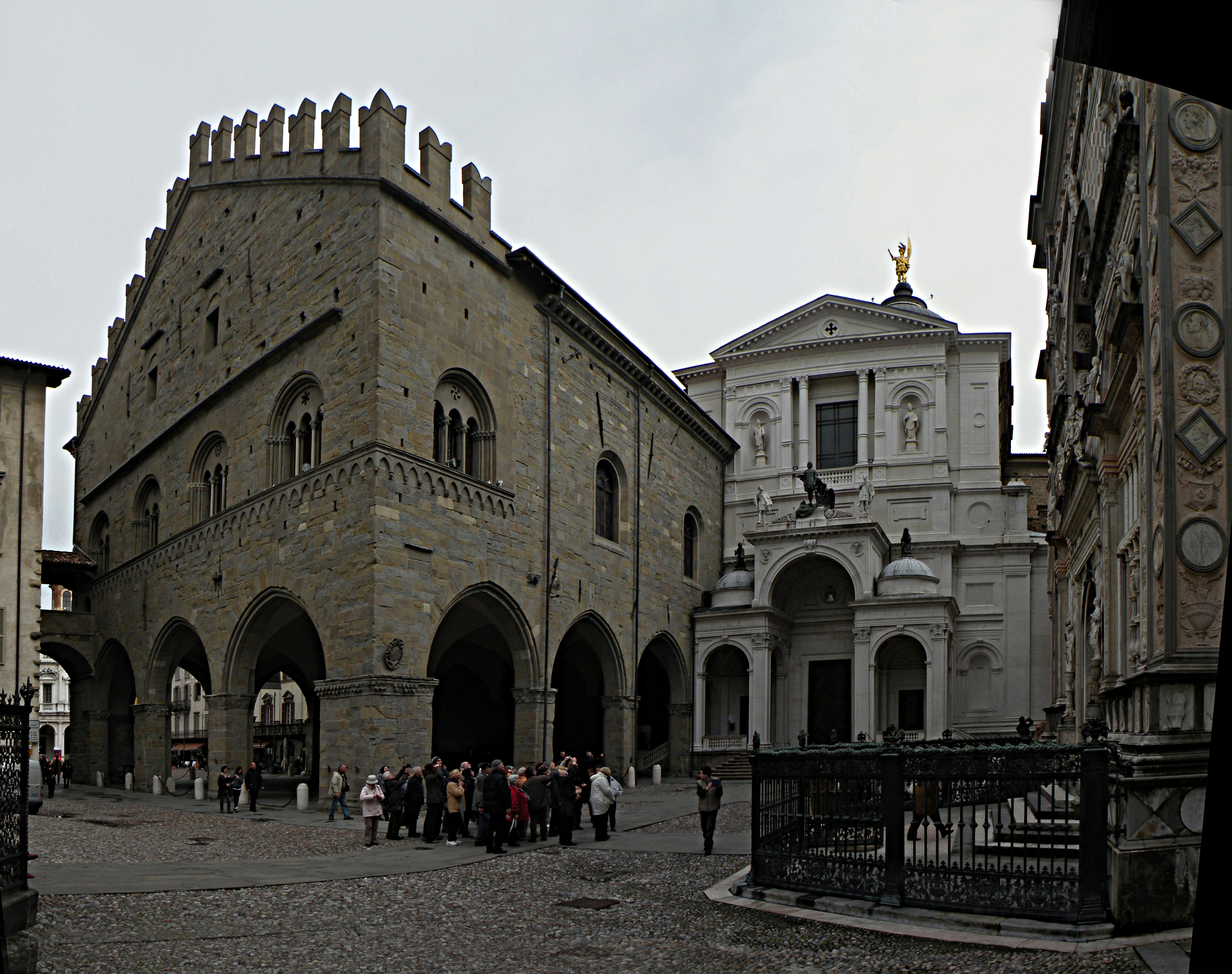
Esterno della cattedrale con il palazzo della Ragione sulla sinistra

Sotto il portico del Palazzo della Ragione vi è l'accesso all'area archeologica che porta direttamente sotto la basilica e che permette di cogliere i vari passaggi della storia della cattedrale fin dal periodo paleocristiano. Superata una scala d'accesso ci si trova di fronte al basamento di due delle grandi colonne portanti del precedente edificio che dividevano la chiesa in tre navate, è possibile vedere anche un tratto del mosaico pavimentale del V secolo. La chiesa era di grandi dimensioni, calcolata in 45 metri di lunghezza per 24 di larghezza, sicuramente il luogo di culto più grande della città. Diversi lacerti di mosaico pavimentale sia della chiesa che di una abitazione di epoca romana, permettono la ricostruzione dei diversi periodi avendo direzioni diverse le porzioni delle musive. La pavimentazione testimonia una parte già abitata nel X secolo a.C. con residenza commerciali e civili.

A conferma che la chiesa fosse anche un cimitero, vi sono due sarcofagi e altre tombe posizionati nella parte che era presbiteriale. Uno di questo conteneva due feretri riccamente abbigliati con un bastone dipinto a fasce policrome.
Nella parete di fondo vi è un pluteo con iconostasi medioevali in pietra di Zandobbio sulle cui arcate superiori vi sono affreschi di epoche differenti non tutte identificabili, tra questi la raffigurazione di san Giovanni e una “Sant'Anna Metterza” con a fianco due donatori in preghiera e san Pietro. Le raffigurazioni proseguono anche sul pilastro di destra con santa Caterina e san Bartolomeo, un crocifisso a testimoniare che ci doveva essere un registro superiore difficile da identificare.
Alcuni affreschi sono sicuramente di epoche successive, come il Cristo crocifisso tra i dolenti, opera assegnata al Maestro dell'Albero della Vita, quindi del XIV secolo. Quando nei primi anni del novecento Elia Fornoni progettò la realizzazione della cripta per la sepoltura dei vescovi, trovò parte di questa antica cattedrale, ma la sua ricerca per paura di crolli poté proseguire solo nel 2004, quando servirono nuovi lavori alla basilica superiore.

### Interno

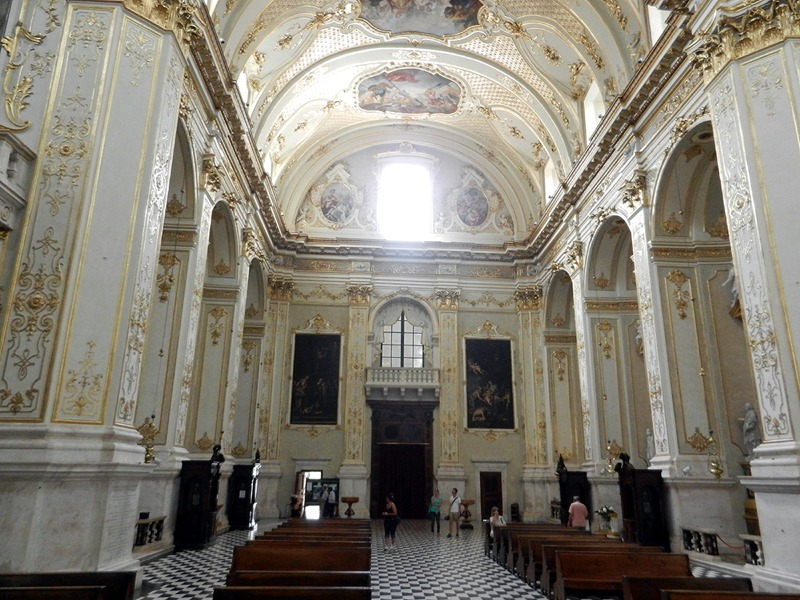
Interno verso la controfacciata

L'interno della cattedrale di Sant'Alessandro presenta una pianta a croce latina, con navata unica che si apre sulle cappelle laterali, tre per lato e volta a botte lunettata:

#### Cappella di San Benedetto
La cappella, prima sul lato destro, dedicata al santo da Norcia ospita la pala d'altare San Benedetto da Norcia tra i santi Girolamo e Ludovico di Tolosa ultima opera di Andrea Previtali del 1524.

#### Cappella di San Carlo Borromeo
La seconda cappella è dedicata a san Carlo Borromeo precedentemente dedicata a san Giorgio venendo poi modificata nel 1610 quando il santo fu innalzato agli altari. L'altare ospita la tela di Giovan Battista Cavagna raffigurante la Crocifissione con la Madonna, e santi Giovanni, Carlo Borromeo e Ambrogio, mentre le statue in marmo sono lavoro di Giovanni Antonio Sanz.

#### Cappella della Santissima Trinità e San Gregorio Barbarigo
La terza cappella è dedicata alla Trinità la cui presenza è documentata già nelle prime fasi della chiesa. La cappella fu progettata da Nicola Salvi e realizzata da Giovanni Moroni nel 1750. La tela d'altare o opera di Nicola La Piccola e rappresenta il santo titolare con la Trinità. Le statue sono lavori del 1783 di Gelpino Caligari e rappresentato san Giacomo e sante. L'altare ospita le reliquie provenienti dall'antica chiesa di San Cassiano ed è completo di paliotto con rilievi bronzei di Antonio Arrighi.

#### Transetto di destra
Nel transetto di destra vi è il grande Altare dei santi Fermo, Rustico e Procolo progettato da Filippo Juvara,

#### Cappella di Santa Caterina d'Alessandria e san Girolamo
La prima cappella a sinistra fu terminata otto anni dopo la posa della prima pietra, nel 1467. Ospita come pala d'altare il dipinto Madonna col Bambino in gloria e i santi Caterina d'Alessandria e Girolamo di Giovan Battista Moroni realizzato nel 1576, primo dipinto del maestro albinese dopo il suo esilio nel paese natale durato un decennio.

#### Cappella del Crocifisso
La seconda cappella dedicata al Crocifisso perché conserva sull'altare il crocifisso proveniente dalla Chiesa di Santa Maria di Rosate ritenuto miracoloso e posto nel 1810..
La cappella del Crocifisso conserva un crocifisso del '500 della ex chiesa di Santa Maria di Rosate.

#### Cappella dei Santi Pietro e Paolo
La terza cappella è dedicata ai primi apostoli Pietro e Paolo dal 1793 con la pala raffigurante i santi titolari che affidano la cristianizzazione della città a san Barnaba alla presenza di Maria quale madre della Chiesa. Di Giovanni Sanz sono le statue marmoree di san Giovanni Evangelista e Giuda Taddeo. La cappella conserva anche un dipinto conosciuto come Madonna dei Canonici proveniente dall'antica chiesa di Santa Maria del Chiostro d'origine bizantina.

#### Transetto di sinistra
Il transetto di sinistra ospita l'altare dedicato alla Madonna della Pietà progettato dal canonico Marco Alessandri e realizzato da Andrea Fantoni.
La chiesa conserva anche altri dipinti, tra cui una Madonna dei colombi, attribuita a Giovanni Cariani, e tele di Giambettino Cignaroli e di Sebastiano Ricci.

#### Cupola

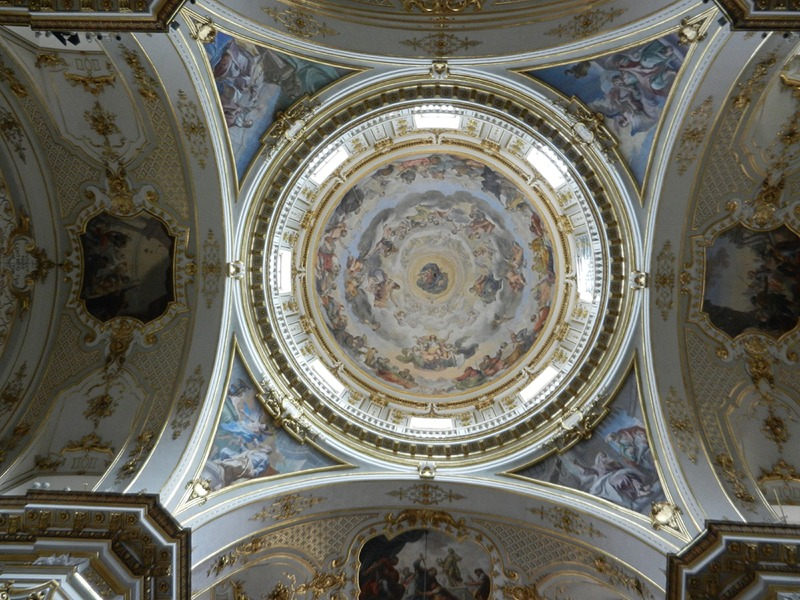
Interno della cupola

Il primo progetto per la realizzazione della cupola venne presentato da Carlo Fontana nel 1688. Prevedeva la realizzazione di un impianto che superasse per altezza e valore architettonico quello della vicina Basilica di Santa Maria Maggiore. Il progetto tanto esuberante intimorì il Capitolo del duomo che ne chiese il ridimensionamento anche per moderarne i costi di costruzione. Ma l'architetto rispose che l'abbassamento comportava un minimo calo di spesa ma una grave perdita estetica. Si susseguirono nel tempo molti progetti, del 1826 il progetto di Carlo Amati, che però poi si ritirò dall'esecuzione. Nel 1833, per volontà dell'arcidiacono Marco Celio Passi ne fu di affidata la realizzazione a Giuseppe Cusi che aveva realizzato un progetto di proporzioni inferiori, ma fu un fallimento, lo spessore troppo esile del tamburo comprometteva la stabilità della cupola in muratura che rivestita in rame venne chiamata lo sgarbato pentolone. Dopo ben otto tentativi l'arcidiacono Pietro Rusca, invitò tre architetti, tra questi Giuseppe Berlendis che si incaricò del novo progetto e della realizzazione. La cupola venne eretta dal 1853 al 1855.
La cupola emisferica, si presenta in altezza superiore, come era il primario progetto del Fontana, da quella di santa Maria Maggiore, anche se sicuramente di proporzioni inferiori al progetto originario. All'esterno la stabilità è assicurata da tre gradoni, sulla sua sommità venne posta la statua in rame di sant'Alessandro. L'interno e la cupola sono stati affrescati da Francesco Coghetti con il grande Trionfo di sant'Alessandro che si lega armoniosamente con il resto della cattedrale.

#### Controfacciata
La controfacciata è decorata con i dipinti del monzese Giovanni Battista Gariboldi, raffiguranti “storie di sant'Alessandro” con la Decollazione e il Miracolo della resurrezione di un morto lavori eseguiti nel 1766.

#### Presbiterio e abside

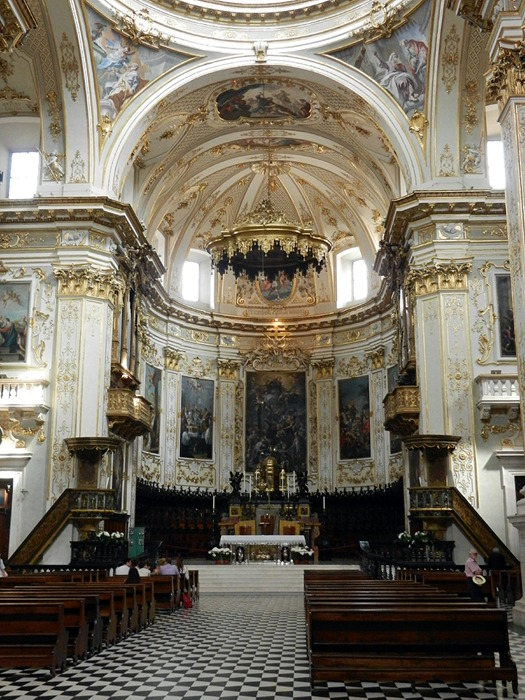
Abside e presbiterio

Si accede al presbiterio da una scala composta da sette ampi gradini in marmo bianco con accompagnano alla balaustra marmorea nera.
Al centro, si trova il moderno altare rivolto al popolo, opera eseguita dopo il Concilio Vaticano II, è composto da mensa in marmo con il prezioso paliotto argenteo seicentesco al centro del quale si trova l'urna d'argento contenente le spoglie di sant'Alessandro martire eseguita dall'orafo Pietro Roberti e donata dal consiglio della città nel 1702. L'adeguamento liturgico ebbe una prima provvisoria mensa lignea di Bruno Cassinelli, sostituito con uno nuovo completo di pagliotto d'argento. Solo nel 1988 l'architetto Vittorio Sonzogni, presenta il suo progetto per una definitiva mensa eucaristica. Questa prevedeva l'abbassamento del presbiterio, progetto che per questo motivo non venne accolto dalla Soprintendenza.
L'altare maggiore opera di Cesare Targoni venne realizzato nel 1588, decorato di marmi policromi e figure in metallo dorato, si presenta a forma di tempietto semiottagonale e suddiviso in tre ordini. Sul primo ordine vi sono collocate le immagini dei quattro evangelisti, in quello superiore san Pietro e san Paolo, mentre sulle sommità l'immagine di Cristo risorto. Nella portella al centro il dipinto di Enea Salmeggia raffigurante il Redentore, del medesimo artista l'Ultima cena dipinta sul retro dell'altare.
Sei grandi angioletti sorreggono il ciborio, sono opera successiva di Antonio Fontana, del 1715, quando si aveva l'impressione che l'altare fosse troppo semplice rispetto alla maestosità della basilica, realizzati su disegno di Marco Alessandri.
Nell'abside maggiore, dietro l'altare, realizzato in marmi policromi su disegni di Filippo Juvarra, sono collocati sette grandi dipinti, al centro il Martirio di sant'Alessandro opera del 1694 di Nicola Malinconico, la Consacrazione episcopale di san Narno opera di Francesco Polazzo, la Predicazione di san Viatore opera di Francesco Monti, il Martirio di san Giovanni vescovo di Giambattista Tiepolo (1743-1745), il Martirio di san Proiettizio di Gian Bettino Cignaroli, il Martirio di sant'Esteria di Giovanni Battista Pittoni e il Martirio di san Giacomo opera di Silvestro Manaigo. Il Sant'Alessandro nel catino absidale è opera di Carlo Innocenzo Carloni nonché la pala raffigurante San Giuseppe, sant'Antonio e santa Adelaide, proveniente dalla chiesa di San Michele all'arco e che ne raffigura la facciata .

#### Coro ligneo
Sempre nell'abside vi è un coro ligneo intagliato da Gian Carlo Sanz del XVIII. La commissione dell'opera è datata 1693 e il lavoro fu terminato nel 1698. Il coro è composto da 44 stalli per i canonici del Capitolo, e altrettante cariatidi raffiguranti alcuni temi biblici, con una lunghezza di 30 m e una altezza di 3,5 m. Nella ventiduesima cariatide l'autore si è autoritratto firmandosi Joannes Carolus Sanz Sculpsit 1695. Al Sanz si attribuisce anche il bassorilievo marmoreo della Vita di Cristo posto al di sopra dell'altare del transetto sinistra.

La cattedra vescovile posta al centro del coro è opera di Andrea Fantoni del 1705, con in alto il blasone del vescovo Luigi Ruzzini, e due medaglie lignee raffiguranti Salomone e Il tempio di Gerusalemme e L'unzione di Samuele al re Davide. La cattedra è completata da un inginocchiatoio.

#### Cripta dei Vescovi
Occupa lo scurolo barocco posto sotto il coro, restaurato tra il 1979 e il 1980 su iniziativa del vescovo Giulio Oggioni e direzione dei lavori dell’architetto Bruno Cassinelli. Nell’aula, cui si accede scendendo le due rampe di scale antistanti il presbiterio, ospita dodici sepolcri disposti circolarmente ai lati, dove riposano le salme dei vescovi. Al centro, sopra l’altare cilindrico, vi è il Cristo risorgente in bronzo, opera di Piero Brolis.

### Sagrestia
Nella sagrestia sono conservate opere di Giovan Battista Moroni e uno scomparto che faceva parte di un polittico ligneo quattrocentesco, intagliato e dorato.

### Organi a canne

#### Organo Bossi
Sulla cantoria sulla parete sinistra dell'abside, si trova l'organo a canne costruito nel 1842 da Felice Bossi e restaurato dalla ditta Mascioni nel 1995. A trasmissione meccanica, ha un'unica tastiera di 58 note con divisione bassi/soprani a Do#3-Re3, e una pedaliera a leggio di 20 pedali (i primi 18 note reali costantemente uniti al manuale, il 19º corrispondente alla Terza mano e il 20º al Rollante).

#### Organo Corna
L'organo maggiore della cattedrale è stato costruito tra il 2009 e il 2010 dall'organaro Pietro Corna riutilizzando il materiale fonico e riadattando la consolle del precedente organo Balbiani-Vegezzi Bossi, costruito nel 1943 e ampliato nel 1995.
Lo strumento è a trasmissione elettronica e dispone di due consolle:
- la consolle principale, installata nel 2013, è situata nell'abside e dispone di quattro tastiere di 61 note ciascuna e pedaliera concavo-radiale di 32 note, con i registri e gli accoppiamenti azionati da pomelli disposti su più file ai lati dei manuali;[45]
- la consolle Balbiani-Vegezzi Bossi, in seguito riadattata, situata nel braccio sinistro del transetto, con tre tastiere di 61 note ciascuna e pedaliera concavo-radiale di 32 note, avente i registri e gli accoppiamenti azionati da placchette a bilico;[43]

La maggior parte del materiale fonico dello strumento è situata sulla cantoria di destra del presbiterio, mentre quella relativa all'Espressivo si trova sulla cantoria di destra del braccio sinistro del transetto.

#### Organo positivo
Nella cappella dell'Addolorata, si trova un organo positivo per l'accompagnamento del coro costruito nel 2009 da Silvio Zambetti. A trasmissione integralmente meccanica, ha un'unica tastiera di 54 note ed è privo di pedaliera.

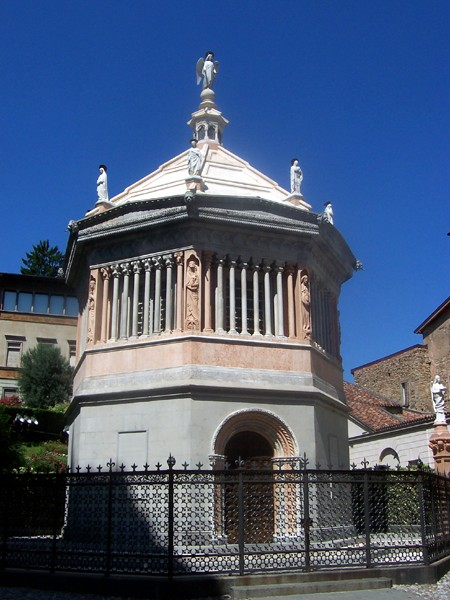
Il battistero

### Battistero
Di fronte alla facciata della cattedrale, sul lato opposto di piazza del Duomo, si trova il battistero.
A pianta ottagonale, il battistero venne costruito nel 1340 da Giovanni da Campione come vasca battesimale per la basilica di Santa Maria Maggiore, dove in origine era situato, probabilmente in fondo alla navata centrale. Venne smontato nel 1660 e ricomposto nel 1856 all'interno del cortile dei Canonici per essere rimontato in stile neogotico nella sua sede nel 1900 con alcuni adeguamenti..
Il battistero esternamente è caratterizzato dal portale strombato a tutto sesto e da un finto loggiato costituito da esili colonnine affiancate poste in alternanza a otto statue trecentesche in marmo rosso di Verona che raffigurano le tre Virtù teologali (Fede, Speranza, Carità) e le quattro Virtù cardinali (Giustizia, Prudenza, Fortezza, Temperanza), con l'aggiunta di un'ottava virtù, la Pazienza. La copertura dell'edificio è costituita da un tiburio privo di tamburo, completato da una piccola lanterna sormontata dalla statua di un Arcangelo.
L'interno del battistero è formato da un'unica aula ottagonale, con paramento murario a fasce marmoree bicrome. Al centro trova luogo il fonte battesimale, opera di Giovanni da Campione che lo realizzò nel 1340, con decorazioni gotiche; alle sue spalle, in asse con il portale d'ingresso, trova luogo l'altare, sormontato da una statua marmorea raffigurante San Giovanni Battista posta all'interno di una nicchia ogivale trilobata. Le pareti sono decorate da otto bassorilievi con scene della Vita di Gesù, anch'essi opera di Giovanni da Campione.